# Casimir de Balthasar
Balthasar de Gachéo, né Casimir Victor Alexandre de Balthasar le 4 novembre 1811 à Hayange et mort à Paris 9e le 8 février 1875, est un artiste-peintre français.

## Biographie
Casimir de Balthasar est né le 4 novembre 1811 à Hayange. Élève de Paul Delaroche, influencé par Ary Scheffer, il produit des tableaux d'histoire et des portraits qui sont régulièrement aux Salons de Paris, de 1833 à 1868 ; il y obtient une médaille en 1840. La galerie de Versailles possède le portrait de Marie-Louise-Gabrielle de Savoie, reine d'Espagne, que le peintre exécute d'après un tableau de Menendez, ainsi que celui du financier Law. Il passe les dix dernières années de sa vie à Toul. Dans cette ville il est chargé de la restauration des peintures sur verre de la cathédrale. Il meurt en 1875.

## Distinctions
- Chevalier de la Légion d'honneur (1869)[4]

## Œuvres
- portrait de Marie-Louise-Gabrielle de Savoie, galerie de Versailles[2].
- portrait de John Law, controleur général des finances (1671-1729)[2], huile sur toile, 79 × 65 cm, musée national des châteaux de Versailles et de Trianon (INV 2406)[5].
- Portrait de Marie-Louise-Gabrielle de Savoie, reine d'Espagne (1689-1714), huile sur toile, 83,5 × 62 cm, musée national des châteaux de Versailles et de Trianon (MV 3687)[6]
- Le portement de Croix au Musée de Saint-Omer.

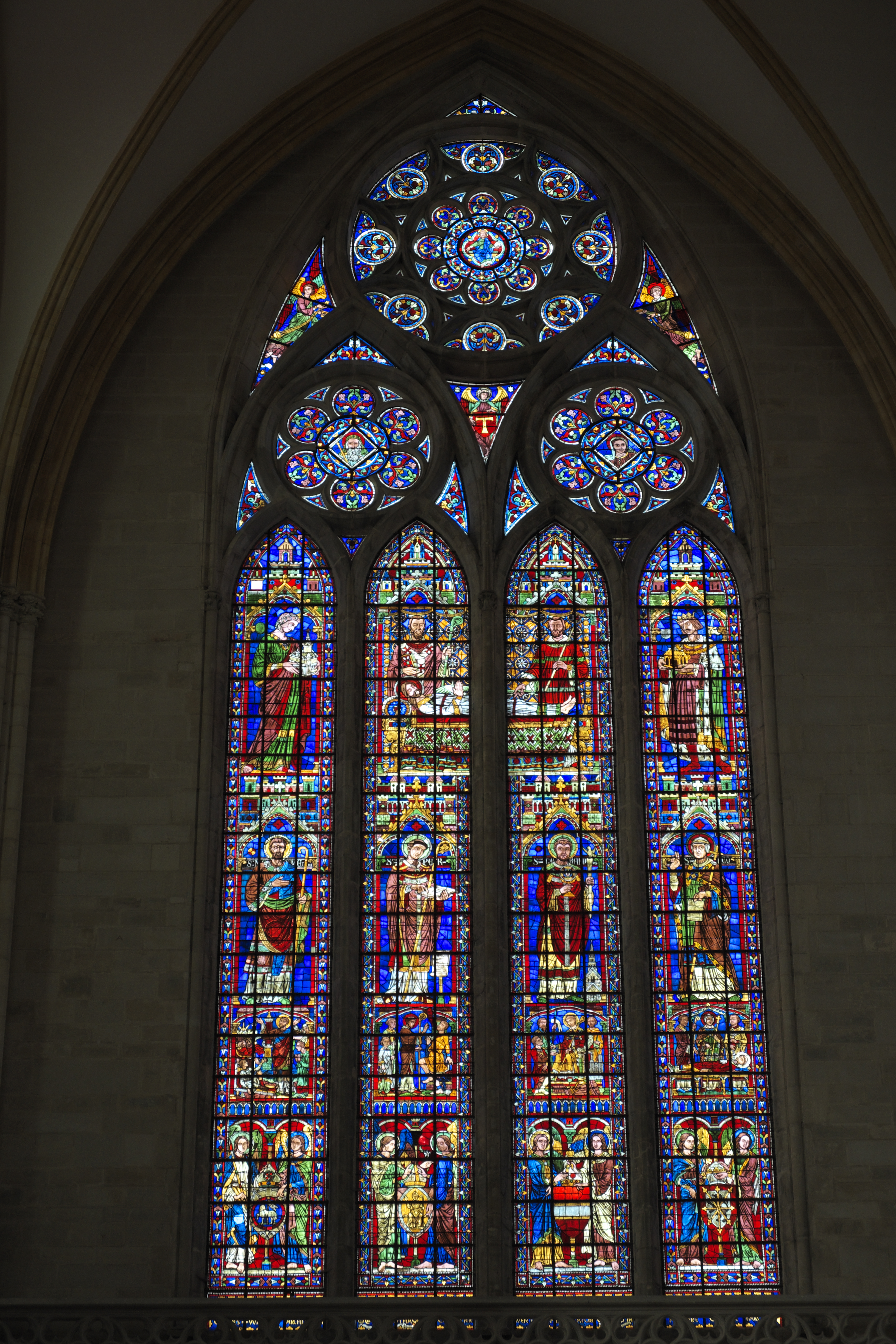
Vitrail de la
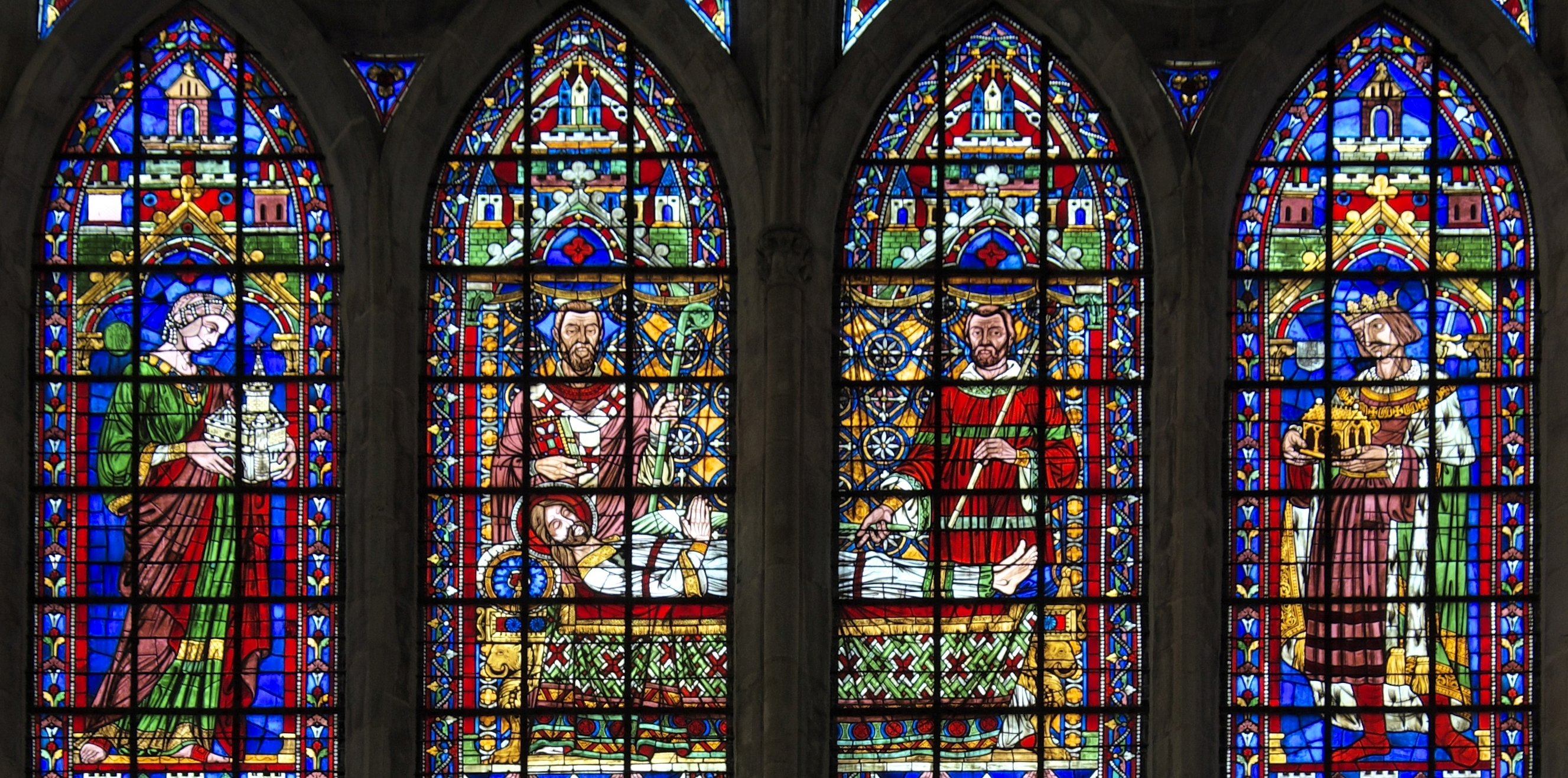
Cathédrale de Toul,
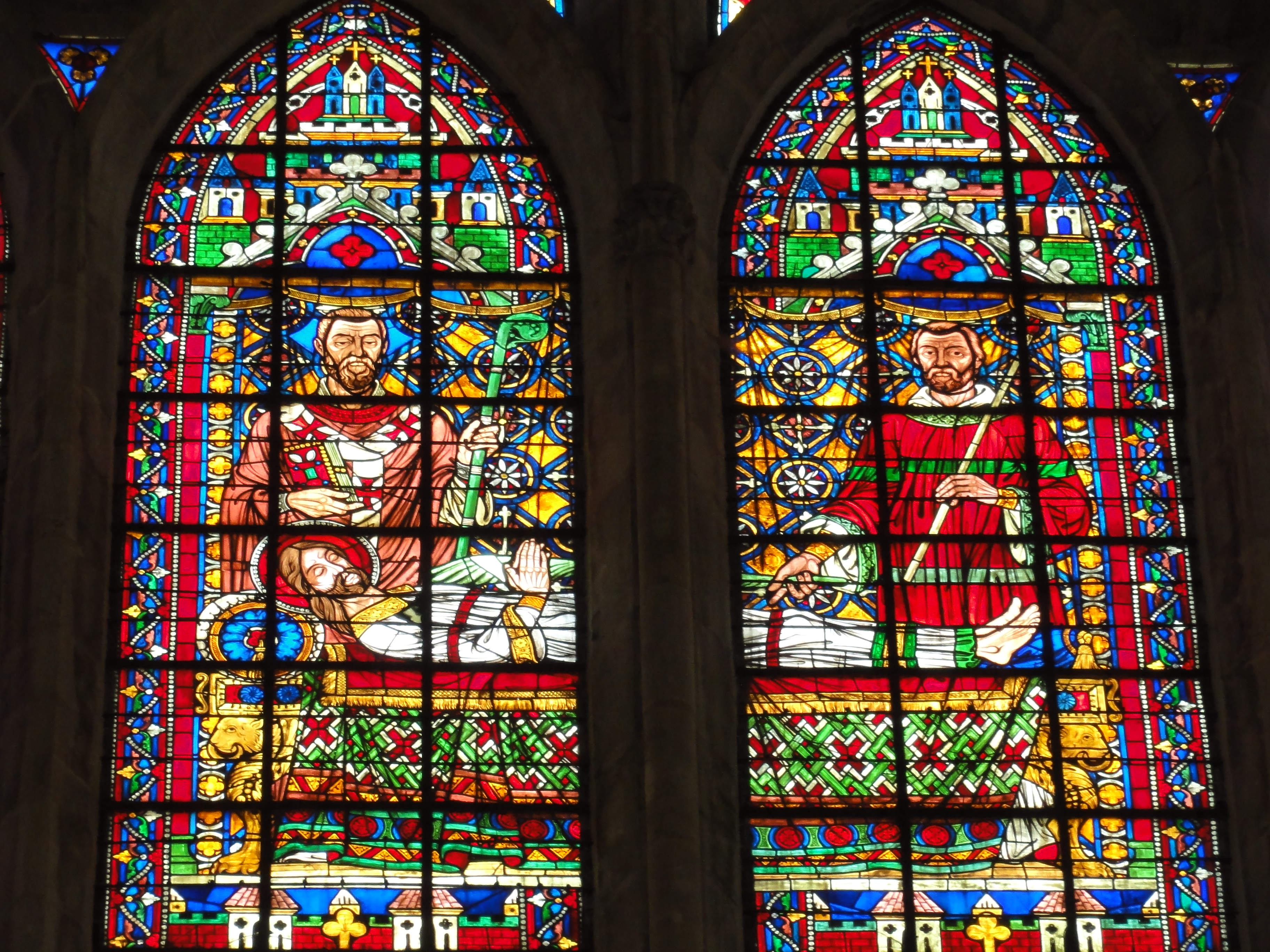
l'Invention des reliques de saint Étienne[7].